# Koglerau
Die Koglerau, auch Koglerauspitz und Koglerauer Spitz, ist ein 685 m ü. A. hoher Berg im Mühlviertel in Oberösterreich. Er liegt an der Gemeindegrenze zwischen Puchenau und Gramastetten, bei der Ortschaft Großamberg. Er ist ein Ausflugsberg nahe der Landeshauptstadt Linz. Auf seinem Gipfel befindet sich ein Gipfelkreuz.
Die Koglerau dient dem Ballungsraum Linz als Naherholungsgebiet und ist neben Pöstlingberg und Lichtenberg einer der Linzer Hausberge am Tor zum Mühlviertel. Unterhalb des bewaldeten Gipfels reicht der Blick über die Donau, das Eferdinger Landl und bei klarer Sicht bis in die Alpen.
Zahlreiche Wanderwege führen zur Koglerau, so z. B. von Ottensheim, Gramastetten, Lichtenberg, Puchenau oder dem Pöstlingberg, sowie der Donausteig. Früher bestand südöstlich des Gipfels beim Koglerauer Weg die beliebte Ausflugsgaststätte Gasthaus Koglerau mit Panoramablick. Bis 2016 existierte ein Schilift am Nordhang bei der Hansberg-Landesstraße.